# صحنه‌سازی (فیلم ۲۰۱۱)
صحنه‌سازی (به انگلیسی: Setup) که در ایران با نام مُزد خشونت دوبله شده، فیلمی محصول سال ۲۰۱۱ به کارگردانی مایک گونتر است. در این فیلم بازیگرانی همچون فیفتی سنت، بروس ویلیس، رایان فیلیپ، جینا دوان، برت گرانستارف، رندی کوچار، ویل یان لی، شان توب، جی کارنز، جیمز رمار و امبر چایلدرز ایفای نقش کرده‌اند.